# Gamera
Gamera (ガメラ) est un kaijū (un monstre géant) qui apparaît dans deux séries de films japonais populaires : l'une pendant l'ère Shōwa principalement destinée aux enfants, et l'autre constituant une trilogie réalisée pendant l'ère Heisei qui est considérée comme l'une des meilleures séries de Kaijū eiga.
Les origines d'une tortue géante sont très différentes durant l'ère Shōwa et l'ère Heisei qui ont une continuité différente. Ainsi dans la première série, Gamera est un monstre préhistorique réveillé par des essais nucléaires (de la même manière que Godzilla) tandis que Gamera de l'ère Heisei est une arme biologique créée par les Atlantes pour exterminer leurs premières créations : les Gyaos, qui prolifèrent.
Un nouveau film mettant en scène un petit Gamera baptisé Toto est sorti en 2006 et peut être considéré comme faisant partie de l'ère Millenium (terme utilisé pour désigner cette ère dans les autres séries de kaijū eiga).

## Filmographie
- Ère Showa
  - 1965 : Gamera (Daikaijū Gamera), de Noriaki Yuasa
  - 1966 : Gamera contre Barugon (Daikaijū kessen: Gamera tai Barugon), de Shigeo Tanaka
  - 1967 : Gamera contre Gyaos( Daikaijū Kuchu Kessan: Gamera tai Giyaosu), de Noriaki Yuasa
  - 1968 : Gamera contre Viras (Gamera tai Uchu Kaijū Bairasu), de Noriaki Yuasa
  - 1969 : Gamera contre Guiron (Gamera tai Daiakaijū Giron), de Noriaki Yuasa
  - 1970 : Gamera contre Jiger (Gamera tai Daimajū Jaigā), de Noriaki Yuasa
  - 1971 : Gamera contre Zigra (Gamera tai Shinkai Kaijū Jigura), de Noriaki Yuasa
  - 1980 : Gamerak (Uchu Kaijū Gamera), de Noriaki Yuasa

- Ère Heisei
  - 1995 : Gamera : Gardien de l'Univers (Gamera: Daikaijū Kuchu Kessen), de Shūsuke Kaneko
  - 1996 : Gamera 2: Attack of Legion (Gamera Tsū: Region Shūrai), de Shūsuke Kaneko
  - 1999 : Gamera 3: The Revenge of Iris (Gamera Surī Jyashin Irisu Kakusei), de Shūsuke Kaneko

- Ere Millenium
  - 2006 : Gamera: The Brave (Chīsaki Yūsha Tachi ～Gamera), de Ryuta Tasaki

- Autre
  - 2015 : GAMERA (court métrage)
  - 2023 : Gamera : Régénération (série d'animation)

## Adaptations

### Jeux vidéo
- Gamera: Gyaos Gekimetsu Sakusen (1995, Super Nintendo)

## Référence
- Gamera apparaît dans les épisodes Le Hockey qui tue, Le Pire du Soleil-Levant et Simpson Horror Show XXVI de la série télévisée d'animation Les Simpson.
- Un monstre semblable à Gamera apparait au début du troisième épisode de la saison 5 de La Ligue des Justiciers.
- Dans le film Frankenweenie, Shelley, la tortue de Toshiaki, est une référence a Gamera.
- Dans South Park dans l'épisode mecha streisand ( Saison 1 épisode 12).
- Dans le manga "Détective Conan", les Detectives Boys sont fans d'une série de films nommée "Gomera", présentant une créature géante similaire à Gamera et dont le nom est une référence directe à celui-ci.
- Dans le tome 1 de Dr. Slump d'Akira Toriyama, au chapitre 4 "Docteur monstre", le ravisseur d'Aralé lui demande ce qui lui ferait plaisir et elle répond : "Gamera !". Il lui achète alors une petite tortue, elle est un peu déçue mais le ravisseur lui assure qu'il va grandir en un clin d'oeil.